# Elbow River (Pelican River)
Der Elbow River (von englisch elbow für Ellenbogen) ist ein Fluss im St. Louis County im US-Bundesstaat Minnesota.
Er mündet beim Weiler Glendale in den Pelican River.